# Candy Lightner
Candy Lynne Lightner (* 30. Mai 1946 in Kalifornien) ist die US-amerikanische Gründerin und erste Präsidentin der Organisation Mothers Against Drunk Driving (MADD).
Die MADD wurde von Lightner im Jahr 1980 unter dem Namen Mothers Against Drunk Drivers ("Mütter gegen betrunkene Autofahrer") gegründet, nachdem ihre 13-jährige Tochter Cari in einem durch einen alkoholisierten Autofahrer verursachten Verkehrsunfall getötet worden war. Zu dieser Zeit wurden betrunkene Unfallverursacher in den Vereinigten Staaten meist nicht in geschlossene Gefängnisse, sondern in den offenen Strafvollzug geschickt. In diesem Fall wurde der Autofahrer für zwei Jahre in ein sogenanntes „half-way-house“ geschickt. Er musste zwar dort übernachten, aber er konnte dennoch jeden Tag zu seinem alten Arbeitsplatz fahren. Als Reaktion darauf gründete Lightner die MADD.
Seitdem sie sich 1985 mit der MADD überworfen hat, nennt sie die Ausrichtung der MADD auf die völlige Verdrängung von Alkohol einen Fehler. Sie wurde zu einer der heftigsten öffentlichen Kritikerinnen des MADD. Sie betonte, dass sie die Organisation gründete, um Trinker vom Steuer fernzuhalten, und nicht, um einen "Feldzug" gegen Alkohol im Allgemeinen zu führen. Mitte der 1990er Jahre war sie sogar für das American Beverage Institute, eine Lobbyorganisation der amerikanischen Brauereiindustrie tätig, um die Absenkung der im Straßenverkehr zulässigen Promillegrenze zu verhindern.

## Referenzen
- Candy Lightner: A grieving mother helped America get MADD. In: People Weekly. 15. März 1999, S. 110.
- S. E. Frantzich: Citizen Democracy: Political Activists in a Cynical Age. Rowman & Littlefield, Lanham, Maryland 1999, ISBN 0-8476-9151-9.
- O. Friedrich: Candy Lightner. In: Time. 125, 1985, S. 41.
- One woman can make a difference: Candy Lightner and Mothers Against Drunk Driving or MADD. In: Vogue. 176, 1986, S. 170.
- Original thinkers: These five helped reshape the way we see our world --and live and work in it. In: Life. 12(12), 1989, S. 167–171.
- M. Sellinger: Already the conscience of a nation, Candy Lightner prods Congress into action against drunk drivers. In: People Weekly. 22, 1984, S. 102+.

| Personendaten    | Personendaten                                                                             |
| ---------------- | ----------------------------------------------------------------------------------------- |
| NAME             | Lightner, Candy                                                                           |
| ALTERNATIVNAMEN  | Lightner, Candy Lynne (vollständiger Name)                                                |
| KURZBESCHREIBUNG | US-amerikanische Gründerin und erste Präsidentin von Mothers Against Drunk Driving (MADD) |
| GEBURTSDATUM     | 30. Mai 1946                                                                              |
| GEBURTSORT       | Kalifornien                                                                               |